# Vicques (Jura)
Ne doit pas être confondu avec Vicques (Calvados).
Pour les articles ayant des titres homophones, voir Vic, Vich, Vicq et Vicques.
Vicques (ancien nom allemand : Wix) est une localité et une ancienne commune suisse du canton du Jura.

## Géographie

Vue aérienne (1955)

Le village de Vicques se trouve à 6 km à vol d’oiseau à l’est-sud-est de Delémont, dans le Val Terbi à environ 455 mètres d'altitude.

## Toponymie
Mentions anciennes du village :
- Vicum en 866
- Vich en 1141
- Vix en 1308
- Vic en 1317
- Vicq en 1435
- Vick en 1443

Le toponyme Vicques est issu du gallo-roman vicu (Cf. noms en vic, vix ou vy) qui signifie « bourg » ou « village » jusqu'au Moyen Âge. Ce terme est issu lui-même du latin vicus. 
Homographie avec Vicques (Wikes 1198), commune du Calvados, d’origine différente.

## Histoire
La région de Vicques était habitée à l’époque romaine, comme l’attestent les traces d’un domaine agricole gallo-romain (villa rustica).
La première mention du village remonte à 866.
Le moulin de Vicques appartenait à l’Abbaye de Moutier-Grandval. Comme les douze autres francs villages de la vallée de Delémont, Vicques revint à l’Évêché de Bâle en 1271.
De 1793 à 1815, Vicques a fait partie de la France et du département du Mont-Terrible, puis de celui du Haut-Rhin. À la suite d'une décision du Congrès de Vienne en 1815, la commune a été attribuée au canton de Berne, comme toutes celles du District de Delémont. 
Depuis le 1er janvier 1979, Vicques fait partie du canton du Jura. Le 1er janvier 2013, Vicques a fusionné avec Montsevelier et Vermes pour former la nouvelle commune de Val Terbi.

## Économie
L'ancienne commune a longtemps été principalement agricole. Elle abrite aujourd’hui des commerces, quelques ateliers de mécanique et de décolletage, une scierie et un moulin agricole.
De nombreux actifs sont des pendulaires qui travaillent à Delémont, Bâle, Bienne et même à Berne.

## Transports
- Ligne de bus CarPostal pour Delémont

## Sciences
- Observatoire astronomique jurassien Site de l'observatoire

## Curiosités
- Église construite de 1959-1961 sur les plans de l'architecte Pierre Dumas,  basée sur des formes géométriques avant-gardistes pour l'époque, sanctuaire a base triangulaire, vitraux de Bernard Schorderet.
- Villa romaine (murs de base)